# Эйсспортцентрум (Эйндховен)
Эйсспортцентрум Эйндховен или Ледовый спортивный центр Эйндховена — (нидерл. IJssportcentrum Eindhoven, англ. Eindhoven Ice Sport Centre) — спортивный комплекс для занятий хоккеем с шайбой, фигурным катанием, шорт-треком и конькобежным спортом. Находится в Геннепер парке на юге Эйндховена. Спортивный объект является домашней ареной команды Эйндховен Кемпханен.

## Спортивные мероприятия
- Группа В первого дивизиона чемпионата мира по хоккею с шайбой 2015
- Группа A второго дивизиона чемпионата мира по хоккею с шайбой среди женщин 2020